# 내각정보조사실
내각정보조사실(일본어: 内閣情報調査室 나이카쿠조호초사시쓰[*], 영어: Cabinet Intelligence and Research Office; CIRO)은 일본의 정보기관으로 수상에게 직접 보고한다. 기관은 미국의 중앙정보국, 대한민국의 국가정보원 격이다. 국내 및 해외 정보 등을 수집하여 관방장관이 아닌 직접 총리에게 보고하며 위성 발사국인만큼 여러 첩보 위성을 띄워 해외 및 국내 정보를 수집한다. 기타무라 시게루가 수장인 내각 정보관이다.

## 개요
1952년 4월, 요시다 내각에게 미국이 제안한 것을 시작으로 만들어졌으며, 제2차 세계대전 종전이후 일본의 정보기관은 크게 3대 기관으로 분리돼 운용되고 있다. 국가적으로 중추적 역할을 하는 내각정보국을 비롯해 군사 정보를 담당하는 정보본부, 국내 치안을 위해 조직된 공안조사청이다.
국내에서 일본에 대해 간첩 행위를 하는 것으로 고소되기도 한다. 내각정보조사실에 의해 얻어진 대부분의 정보는 뉴스 에이전시와 우방국에 의해 그들에게 제공된 첩보에 기초한다. 전체 스탭은 약 170명에서 175명으로 그중에는 다른 기관과 성에서 임대한 120명이 포함되는데 대부분 일본 경찰청 소속이다.
일본의 가장 중추적 정보기관인 내각정보조사실의 초기 명칭은 관방조사실이다. 1952년 총리부 설치령에 따라 관방장관 산하에 창설된 소규모 기관이 시초다. 창설 당시가 세계적으로 미소 냉전으로 첨예하게 대립하던 따라 이 기관은 미국의 요구에 따라 공산권 정보 수집에 많은 노력을 할애한 것으로 알려져 있다. 초기 이들의 활동은 국내외의 각종 정보는 물론이고 주로 대공 정보를 포함한 주변국 동향에 대한 정보 수집, 분석이 주임무였다고 한다. 특히 소련의 공산주의에 대응한 반공 선전 홍보 활동도 관방조사실의 역할이었다. 이후 조직이 확대되면서 1957년 정부 조직 개편에 따라 명칭을 내각조사실로 바꾸고 사실상 국가정보기관으로 탈바꿈했다. 이어 1976년 다시 명칭을 지금의 내각정보조사실로 바꾸는 한편 직제 개편을 통해 기능과 인력을 대폭 보강하는 등 변화를 거듭했다. 이들은 1986년 나카소네 총리 재임 시기에도 또 한차례 변화를 겪는데 당시, 나카소네는 기존 조사실의 정보 기능에 '내각 종합 조정 기능'을 더해, 명실상부한 정보 권력기관으로 탈바꿈 시켰다. 2001년에는 행정 개혁에 따라 내각정보조사실장이 내각 정보관으로 승격됐고, 정보 체계도 크게 확충 되면서 위성 정보 등과 같은 별도의 임무도 부여받게 됐다.
내각정보조사실의 조직망은 비교적 단순하다. 총책임자인 내각 정보관 산하에 차장이 있고 그 아래로 5개 부문과 1개 분석관, 1개 센터를 두고 있다. 현행 5개 부문에는 총무부문을 비롯해 국내, 국제, 경제, 내각정보집약 센터가 포함되며 별도로 내각정보분석관을 두고 있다. 아울러 5개 부문, 1분석관과는 별도로 내각 정보관이 직접 지휘하는 내각 위성정보 센터를 운영하며 국내 뿐 아니라 주변국 동향도 살피고 있다. 현행 내각정보조사실은 국가 수반인 총리의 중요 정책 수행을 위한 정보 수집과 분석을 주로 하고 있고 각 부처와의 연락 및 조정 업무도 담당하는 것으로 알려져 있다. 또 내각 각 부처의 해외 업무에도 영향력을 미쳐, 외교안보분야 부처의 정보수집 부서가 분석한 정보에 대해서도 종합, 관리할 정도로 막강한 권한을 행사하고 있다. 하지만, 여타 정보기관처럼 내각정보조사실이 원천 정보를 수집하기보다, 각급 정보기관이 얻은 정보를 종합적으로 관리하는 기구인 만큼, 인력 등의 조직 규모는 그리 크지 않다. 일반에 공개된 자료에 따르면 내각정보조사실의 인력은 1995년 기준으로 120명에서, 2004년도 160여명선으로 소폭 확대된 것으로 알려져 있다. 이 자료에 기초해 현 인원을 추산해도 200여명 안팎이라는 것이 전문가들의 추정이다. 반면, 2001년 신설된 내각위성정보센터의 인력이 출범 당시 320명선이었던 것을 감안해 이를 더할 경우 조직의 인력은 큰 폭으로 늘어난다.
총리관저의 정보수집 능력을 높이고 내년 외교·안보정책의 사령탑 `국가안전보장국'(일본 NSA)과의 공조를 강화하기 위한 것이다. 내각정보조사실에 1명뿐인 내각정보관을 3명으로 늘려 국내, 대외, 방위의 3분야를 담당토록 하고 3명 가운데 1명을 국장격인 `내각정보감'으로 임명한다. 3명의 정보관은 경찰청, 외무성, 방위성 등에서 정보수집·분석을 담당하는 부서로부터 정보를 수집, 분석결과를 총리에게 보고하게 된다. 내각정보조사실이 수집, 분석한 정보는 국가안전보장회의의 외교·안보정책 판단 재료로 쓰이며 정보 수집과 분석이 일원화된다.

## 조직
- 내각정보관(=실장)：역대(경찰청 출신)
- 총무부
- 국내1부：국내정보수집
  - 선거반, 정무반, 정당반, 노동반
- 국내2부：언론/여론수집·대책
- 국제부：대외정보수집담당, 주간(=부장)은 역대, 경찰청 출신
  - 상사반：일본의 종합상사와의 정보교환
  - 교환반：해외정보기관과의 정보교환
  - 한반도반, 중국반, 동남아시아반, 러시아반, 미주반, 아프리카·중동반
  - 유럽반, 군사반, 특명반
- 경제부, 자료부
  - 정보수집위탁기관:재단법인「세계정경조사회」
  - 사단법인「동남아시아조사회」「국제정세연구회」
  - 「국민출판협회」「민주주의연구회」
- 내각정보집약센터(구 국제2부)
  - 서무반：국내외의 공개정보자료의 수집과 정리
  - 시스템정비반：대규모재해시에 정보연락망관리, 정보통신기기의 관리
  - 뉴스반

## 스파이 스캔들
2008년 1월 17일 소속 사무관이 러시아인들을 위한 분류된 정보를 그들에게 넘긴 것이 간첩 행위 모함되어 공격 당하였다. 러시아인들은 주장을 부인하였고 그 후 내각정보국에 대한 더욱 많은 해설의 요청이 있었다. 알려진 소속 인물로는 요시오 오모리가 있다.

## 비사
일본 정보기관의 기원은 1880년대 군 정보기관을 시작으로 제2차 세계 대전 종전에 이르기까지로 정리된다. 초기 이들은 주로 군 정보기관이나, 내부적으로는 경찰을 중심으로 민간인 사찰이 주요 임무였다. 그러다 대륙 침략이 강화된 1900년대 초, 군 헌병대 소속의 특무부대를 축으로 정보 네트워크를 구축하면서 만주국 수립과 중국 침공을 주도하는 등 공작활동을 벌였다. 태평양 전쟁 때 나가노 정보학교와 만주철도주식회사 조사부라는 세계 정상급 정보 엘리트 양성 기관을 가졌던 일본. 지금도 그 노하우와 전통을 살려 정부 및 군 정보 요원뿐 아니라 종합상사원, 언론인 등이 네트워크를 형성해 오케스트라를 연주하듯 정보수집을 하고 있다는 것이 큰 특징이다. 1928년 만주 심양역에서 일어난 장작림 폭사사건이나 만주사변의 단초가 된 1931년 유조구 열차 폭파 사건 등이 모두 이들의 공작인 것으로 훗날 밝혀졌다. 하지만 이어 벌어진 2차 대전에서 미국과 벌인 첩보전에서 완패하면서 대량의 전력 손실을 입게 됐고 급기야 패전으로 치닫는 원인이 됐다. 전후 일본 정보기관의 특징은 군사 및 안보보다는 주로 산업, 경제 부문에 많은 노력을 쏟은 것으로 정보계의 새로운 패러다임으로 평가된다. 비록 전쟁에서는 패했지만 이후 급속한 산업 발전으로 경제 대국을 이룬 것도 이 같은 정보 분야의 획기적 전환이 있었기에 가능했다.

## 같이 보기
- 치안유지법
  - 특정비밀보호법안
- 5·18 광주 민주화 운동
  - 스노베 료조 - 1977년~1981년 주한일본대사, 광주민주화운동을 전후한 신군부의 집권과정에서 일본의 측면지원 역할
  - 에비스 겐이치(惠比壽建一) - 前 일본 내각조사실 한반도 담당반장, 1980년 5월 10일에 북한의 남침관련 날조정보 제공